# Medeón (Fócide)

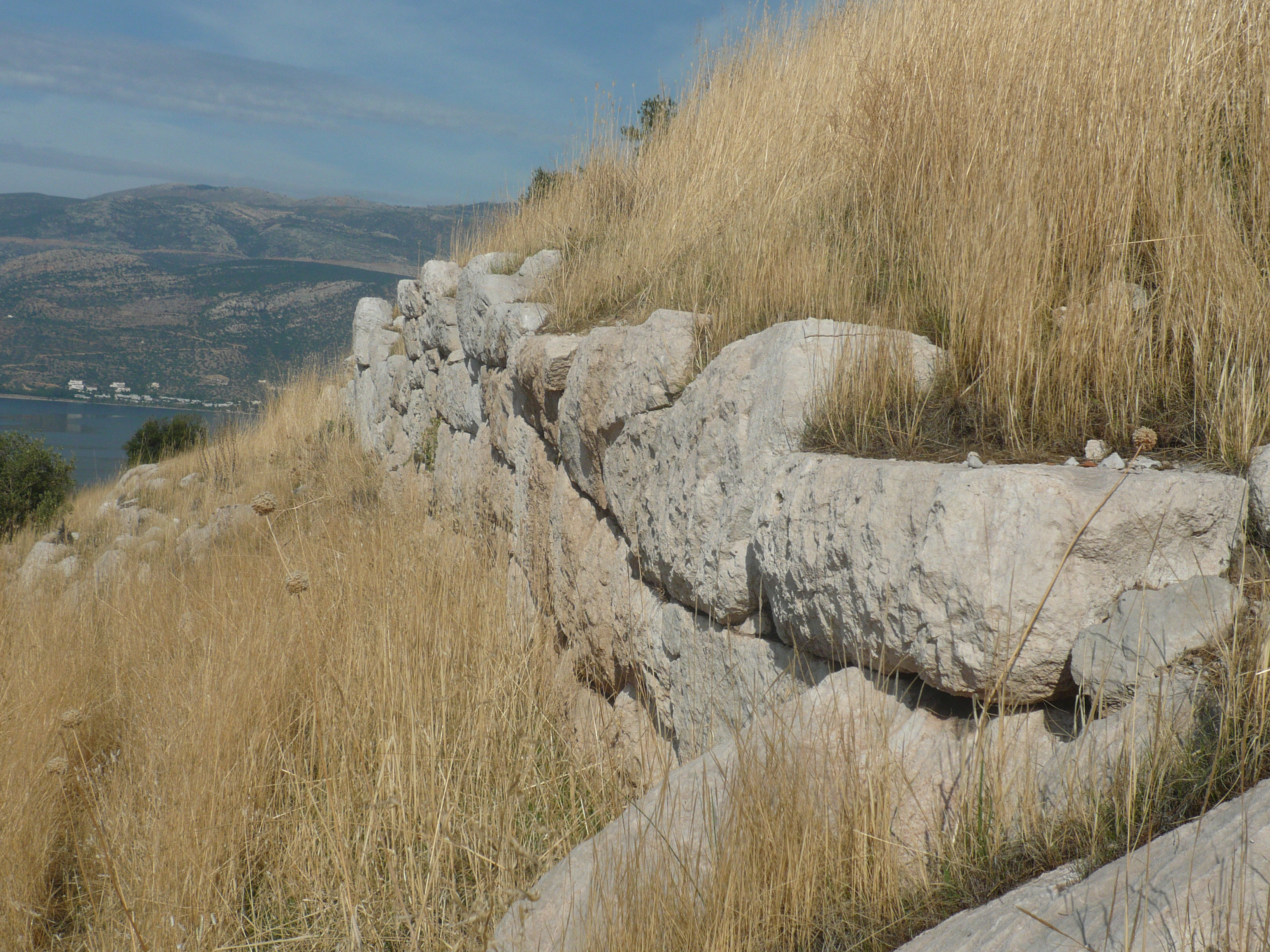
Restos de la acrópolis de Medeón.

Medeón (en griego, Μεδεών) es el nombre de una antigua ciudad griega de Fócide. Los testimonios conservados de los geógrafos de la Antigüedad daban escasos datos sobre ella: Estrabón la ubica en el golfo de Crisa. Pausanias, por su parte, sitúa sus ruinas junto a Anticira y la menciona como una de las ciudades de Fócide que fueron tomadas por Filipo II de Macedonia en el año 346 a. C. durante la tercera guerra sagrada.

## Convenio con Estiris
Se conserva una inscripción fechada en el siglo II a. C. de una unión política y religiosa (sympoliteia) entre Medeón y Estiris, en el que ambas ciudades contaban con el beneplácito de la confederación focidia. El acuerdo se inscribió en una estela dentro del templo de Atenea Cranea, en la ciudad de Elatea. Se conserva el nombre del estratego de la federación, que era Zeuxis; además una copia sellada debía ser custodiada por un ciudadano de Lilea llamado Trasón y había tres personas que actuaban de testigos procedentes de diferentes ciudades focidias, Titorea, Elatea y Lilea. La unión incluía los santuarios, el territorio, la polis y los puertos. 
A partir de la formalización del tratado los medeonitas estarán con los estireos en condiciones de igualdad y tendrán asambleas y magistrados comunes. No es una fusión completa de ambas ciudades: Estiris es la ciudad principal pero los de Medeón podrán designar un hierotamía que será el que realizará los sacrificios según la ley de Medeón y que tendrá competencias judiciales junto a los arcontes de Estiris y podrá votar. Los que han sido magistrados en Medeón no estarán obligados a serlo en Estiris a no ser que lo decidan ellos mismos de forma voluntaria. La administración de los santuarios de Medeón se llevará a cabo según la ley de Medeón y el territorio será común.

## Arqueología

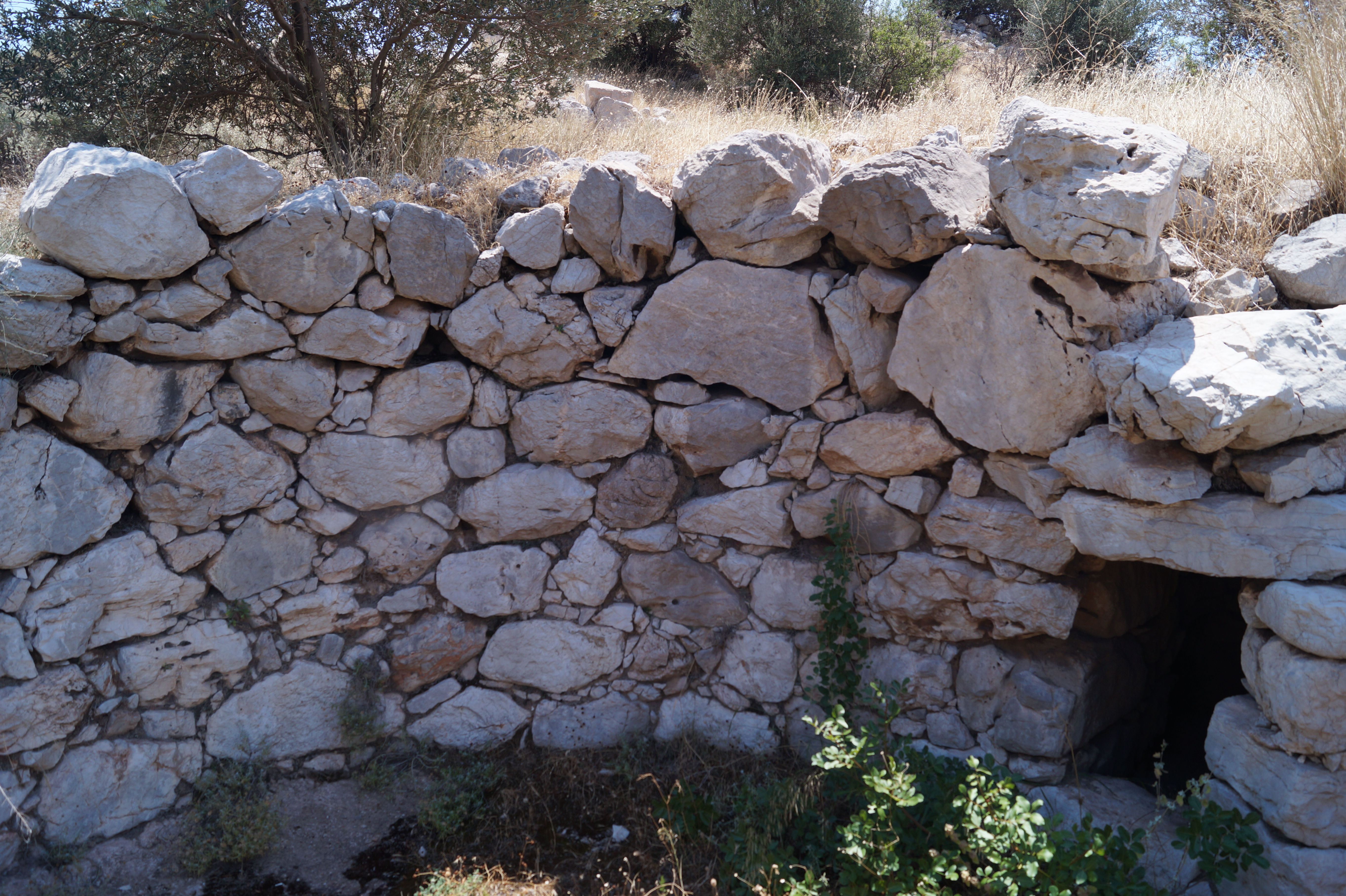
Restos de la tumba abovedada de Medeón.

Las primeras excavaciones en la colina donde se encontraba la antigua Medeón fueron realizadas por Georgios Sotiriadis en 1907. Posteriormente se volvió a excavar el lugar durante la década de 1960. 
Se ha hallado un cementerio antiguo que permaneció en uso desde el Heládico Medio (2100/2000-1600 a. C.) hasta el siglo II a. C. También se ha descubierto una tumba abovedada con una pequeña habitación lateral.
Por otra parte, se conservan las murallas de fortificación, que fueron construidas en el siglo IV a. C..

### Sello lenticular con inscripción en lineal B
Uno de los objetos singulares hallados en Medeón es un sello lenticular de marfil o de hueso que contiene una inscripción en lineal B. La inscripción, bajo la clave de identificación MED Zg 1, contiene los signos , que pueden leerse como «e-ko-ja» o «ja-ko-e» según el orden que se asigne a los caracteres, pero se desconoce su significado, aunque se ha sugerido que puede tratarse del nombre de una persona o de un topónimo. Fue hallado en una tumba fechada en el Heládico Reciente IIIC, pero se cree que el origen del objeto probablemente sea anterior, del Heládico Reciente IIIA-B. Está publicado en el Corpus der minoischen und mykenischen Siegel con la identificación CMS V2,415 y se conserva en el Museo Arqueológico de Delfos.